# Lee Bong-ryun
Lee Bong-ryun (hangul: 이봉련; hanja: 李鳳輦; nascida Lee Jeong-eun, 7 de fevereiro de 1981) é uma atriz sul-coreana. Ela atua, principalmente, como atriz coadjuvante em vários filmes e séries de televisão, além de trabalhar em diversas peças e musicais.

## Início da vida
Lee Bong-ryun nasceu com o nome Lee Jeong-eun em 7 de fevereiro de 1981, em Pohang, Gyeongsang do Norte, onde está localizada a Pohang Steelworks, local de trabalho de seu pai, e viveu lá até os dezesseis anos. Lee abandonou o ensino médio em Pohang, após frequentar apenas um mês, por se sentir entediada. Ela se mudou para Daegu e frequentou uma escola local por oito meses antes de decidir fazer uma prova para obter seu certificado de conclusão de ensino médio. Aos 17 anos, matriculou-se na Universidade de Artes de Daegu, onde estudou fotografia. Mais tarde, ela iniciou um mestrado em fotografia na Universidade Chung-Ang, em Seul, que Lee conseguiu concluir aos 24 anos. Originalmente, seu nome artístico era Zhuge Bong-ryeon, que ela usava em suas exposições de fotografia.

## Carreira
Por volta de 2003, Lee assistiu a um musical intitulado Sing in the Rain e ficou impressionado com a performance de Park Dong-ha. Como resultado, ela se inscreveu no departamento de música de um centro de educação social de uma universidade perto de onde ela morava e frequentou as aulas noturnas da unidade por cerca de dois anos. Durante esse período, seu diretor de palco e instrutor, Kim Dong-yeon, pediu-lhe para auxiliá-lo como diretora de sua próxima peça, Fantasy Fairy Tale.
Em 2005, Lee teve sua estreia como atriz no musical Five Drawings of Love. Inicialmente, ela era uma substituta, mas quando um ator se ausentou por cerca de um mês, ela foi chamada em seu lugar. Após esse acontecimento, ela se apresentou regularmente em diversas peças e musicais.
Em 2008, Lee viu a atriz Lee Jung-eun interpretar um papel de avó no musical Laundry e foi inspirada a fazer um teste para o mesmo papel na próxima temporada. Ela obteve o papel e atuou no musical por três anos.
Em 2012, Lee estrelou em um drama juvenil chamado Red Bus, que foi escrito e dirigido por Park Geun-hyung. Logo em seguida, ela se juntou à companhia de teatro Alleyway, liderada pelo diretor Park, e apareceu em diversas produções, incluindo Ode to Youth, Manchurian Front e Press Guide. Na peça Ode to Youth, Lee desempenhou o papel de uma garçonete de uma cafeteria que sofria de epilepsia.
Em 2017, Lee se juntou ao elenco principal do musical Heavy Metal Girls. Além disso, ela teve um papel como Katya na estreia coreana da peça Valentine's Day, uma produção criada em 2009 pelo artista, vencedor do Golden Mask Award, Ivan Vymilfayev.
Em 2017, Lee assinou um contrato com a agência C-JeS Entertainment.
Em dezembro de 2018, a Creative Table Quartz confirmou a participação dos atores Kim Jin-soo e Lee Bong-ryun na estreia da peça Everything Shines on Me na Coreia do Sul. A peça é uma obra original do acadêmico britânico Duncan McMillan. O jornal The Guardian, na época, avaliou-o sua exibição como “sem mais elogios a declarar”.

### Carreira cinematográfica
Sua estreia cinematográfica foi com um papel pequeno no longa Late Blossom, do diretor Choo Chang-min, em 2011. Nos próximos anos, Lee também teve pequenas participações outros em outros filmes, como Masquerade (2012), Confession of Murder (2012), A Matter of Interpretation (2015), Girl On the Edge (2015), Life is but an Empty (2015), Run Off (2016) e How to Break up with My Cat (2016).
Em 2017, Lee desempenhou o papel de recepcionista no filme de ação e aventura Okja, dirigido por Bong Joon-ho. Bong era fã da trupe de teatro Alleyway e já tinha visto a performance de Lee na peça Manchurian Front. O assistente de direção de Okja afirmou que Bong recordava da atuação de Lee no teatro e, após vários encontros e conversas entre os dois, ela foi escalada para o filme.
No filme A Taxi Driver (2017) dirigido por Jang Hoon, Lee interpretou o papel de uma mulher grávida que recebe uma carona grátis por Kim Man-seop (interpretado por Song Kang-ho), um motorista de táxi que vive de mal-humor. Ela também apareceu em Burning (2018), dirigido por Lee Chang-dong, onde interpretou a irmã mais velha de Haemi, personagem da atriz Jeon Jong-seo.
Em 2022, Lee estrelou ao lado de Lee Han-seo, Two Woman, filme independente do diretor Jang Seon-hee. O longa-metragem retrata um encontro entre uma menina que entrega jornais no bairro em que vive e uma mulher que cola panfletos para encontrar seu filho desaparecido. Ele estreou no 48º Festival de Cinema Independente de Seul (SIFF).
| Lee Bong-ryun                       | Há histórias que são difíceis de compartilhar com as pessoas mais íntimas. Há sempre uma ocasião que parece que as pessoas que me conhecem bem, não sabem mais sobre meu coração. Este filme retrata um momento mágico em que você, sem saber, conta uma história para alguém que você conheceu em uma situação inesperada, de modo que você pode recuperar seu fôlego por um tempo. Quando comecei a ler o script, eu me senti feliz. A conversa entre a menina e a mulher deu a elas uma chance de sentar e respirar um pouco sobre a sua própria jornada árdua. | Lee Bong-ryun |
| — Lee Bong-ryun, Marie Claire Korea | |               |

### Baeksang
Lee tem sido uma colaboradora frequente das produções organizadas pela Companhia Nacional de Teatro da Coreia. Em 2020, Lee foi escalada como a Princesa Hamlet na produção color-blind de Hamlet, de Shakespeare, no 70º aniversário da Companhia Nacional de Teatro da Coreia. Por esse papel, ela ganhou o prêmio de Melhor Atriz em uma Peça no Baeksang Arts Awards de 2021.

### Televisão
Em 2013, Lee começou sua carreira televisiva com papéis menores. Seu primeiro papel foi o de amiga de faculdade de Na-jung (atuado por Go Ara) na série Reply 1994, da tvN.
Lee conseguiu seu primeiro papel coadjuvante em 2015 no drama da JTBC, Songgot: The Piercer, estrelado por Ji Hyun-woo e Ahn Nae-sang. O drama foi baseado em Awl, uma webtoon de Choi Kyu-seok, que por sua vez foi inspirado em uma história real datada do ano de 2007.
Em 2017, Lee co-estrelou em Tomorrow, with You, de autoria do diretor Yoo Je-won. Nela, ela interpretou Oh So-ri, a melhor amiga de Ma-rin (interpretada por Shin Min-a) que dirige uma escola de piano. Em seguida, ela co-estrelou o drama While You Were Sleeping.
Em 2018, Lee atuou no drama Life on Mars. Em 2019, Lee fez foi escalda para duas séries: When the Devil Calls Your Name e Melting Me Softly. Em 2020, Lee estrelou em When the Weather Is Fine. No final de 2020, Lee atuou como Park May no drama da JTBC, Run On.
Em 2021, Lee colaborou mais uma vez com o diretor Yoo Je-won e a atriz Shin Min-a na série de comédia romântica, Hometown Cha-Cha-Cha. Ela interpretou Yeo Hwa-jung, uma residente local da cidade litorânea  de Gongjin que era dona de um restaurante de frutos do mar e também atuava como Tong-jang (fiscalizadora da cidade). Ela era a mãe de Yi-jun com seu ex-marido Jang Young-guk (interpretado por In Gyo-jin), além de ter sido a proprietária do prédio que abrigava a clínica dentária e a casa de Hye-jin.
Em seguida, Lee teve o papel de Hwang Ma-jin no drama da JTBC, Only One Person. Em novembro de 2021, após o término de seu contrato com sua antiga agência, Lee decidiu colaborar com à agência AM Entertainment de Shin Min-a.
Em 2022, ela atuou como a Diaconisa Jung, responsável pelaa igreja de Yo-hwan (atuada por Hwang Jung-min) na série original da Netflix Narco-Saints.
Em 2023, Lee se juntou ao elenco de Crash Course in Romance no papel de Kim Young-joo, funcionária do restaurante Nam Haeng-seon (Jeon Do-yeon) e sua melhor amiga. Ela foi elogiada por sua atuação ao lado de Jeon.

## Vida pessoal
Lee Bong-ryun casou-se com o ator Lee Gyu-hee em 11 de março de 2019. Eles se conheceram com ela sendo júnior e ele sênior, na Companhia de Teatro Alleyway.

## Filmografia

### Filmes
| Ano  | Título                       | Papel                                      | Notas                             | Ref.   |
| ---- | ---------------------------- | ------------------------------------------ | --------------------------------- | ------ |
| 2011 | Late Blossom                 | Dong, funcionária de escritório            |                                   | [ 36 ] |
| 2012 | Masquerade                   | Cozinheira da Corte Real                   |                                   | [ 37 ] |
| 2012 | Confession of Murder         | Garota do ensino médio                     |                                   | [ 38 ] |
| 2015 | A Matter of Interpretation   | Senhoria                                   |                                   | [ 39 ] |
| 2015 | Girl On the Edge             | Enfermeira                                 | "Girl on the Edge" (Yeo-go-saeng) | [ 40 ] |
| 2015 | Life is but an Empty Dream   | Eun-shil                                   |                                   | [ 41 ] |
| 2016 | Run Off                      | Irmã mais nova de Dae-woong                |                                   | [ 42 ] |
| 2016 | How to Break up with My Cat  | Filha do sushiman                          |                                   | [ 43 ] |
| 2017 | Okja                         | Recepcionista do Mirando Korea             |                                   | [ 44 ] |
| 2017 | A Taxi Driver                | Grávida                                    |                                   | [ 45 ] |
| 2017 | The Bros                     | Eposa do primo                             |                                   | [ 46 ] |
| 2018 | Burning                      | Irmã de Hae-mi                             |                                   | [ 47 ] |
| 2018 | Dark Figure of Crime         | Kang Sook-ja                               |                                   | [ 48 ] |
| 2018 | Passing Summer               | Dona do restaurante                        |                                   | [ 49 ] |
| 2018 | The Drug King                | Lee Doo-sook                               |                                   | [ 50 ] |
| 2019 | A Haunting Hitchhike         | Enfermeira Jecheon                         |                                   | [ 51 ] |
| 2019 | Birthday                     | Jung-sook                                  |                                   | [ 52 ] |
| 2019 | Exit                         | Terceira irmã mais velha                   |                                   | [ 53 ] |
| 2019 | Kim Ji-young: Born 1982      | Hye-soo                                    |                                   | [ 54 ] |
| 2020 | The Golden Holiday           | Bancária                                   |                                   | [ 55 ] |
| 2020 | Samjin Company English Class | Srta. Kim, Departamento De Assuntos Gerais |                                   | [ 56 ] |
| 2021 | Three Sisters                | Mulher do supermercado                     |                                   | [ 57 ] |
| 2022 | Two Woman                    | Mulher perdida                             | papel principal                   | [ 58 ] |

### Séries de televisão
| Ano       | Título                                  | Papel                       | Notas               | Ref.          |
| --------- | --------------------------------------- | --------------------------- | ------------------- | ------------- |
| 2013      | Reply 1994                              | Colega de classe de Na-jung |                     | [ 59 ]        |
| 2015      | Songgot: The Piercer                    | Mi-ran                      |                     | [ 60 ]        |
| 2017      | Tomorrow, with You                      | Oh So-ri                    |                     | [ 61 ]        |
| 2017      | My Father Is Strange                    | Yoon-ryeon                  |                     | [ 17 ]        |
| 2017      | Drama Special – Madame Jung's Last Week | Presidente Shin             | drama de um ato     | [ 62 ]        |
| 2017      | While You Were Sleeping                 | Go Pil-sook                 |                     | [ 63 ]        |
| 2018      | Life on Mars                            | Yoo Soon-hee                |                     | [ 64 ]        |
| 2019      | When the Devil Calls Your Name          | Enfermeira                  |                     | [ 65 ]        |
| 2019      | Melting Me Softly                       | Park Yoo-ja                 |                     | [ 66 ]        |
| 2020      | When the Weather Is Fine                | Jang Ha-nim                 |                     | [ 67 ]        |
| 2020–2021 | Run On                                  | Park Mae-yi                 |                     | [ 68 ]        |
| 2021      | Hometown Cha-Cha-Cha                    | Yeo Hwa-jung                |                     | [ 69 ]        |
| 2021–2022 | Only One Person                         | Hwang Ma-Jin                |                     | [ 70 ]        |
| 2022      | Uma Advogada Extraordinária             | Ryu Jae-sook                | Cameo (episódio 12) | [ 71 ]        |
| 2023      | Crash Course in Romance                 | Kim Young-joo               |                     | [ 72 ]        |
| 2023      | Destined With You                       | Ma Eun-yeong                |                     | [ 73 ] [ 74 ] |
| 2024      | Wise Resident Life                      |                             |                     | [ 75 ]        |

### Webséries
| Ano  | Título       | Papel          | Notas       | Ref.   |
| ---- | ------------ | -------------- | ----------- | ------ |
| 2020 | Sweet Home   | Im Myung-sook  | Temporada 1 | [ 76 ] |
| 2022 | Narco-Saints | Diaconisa Jung |             | [ 32 ] |

## Teatro

### Musicais
| Ano       | Título                   | Papel                    | Ref.   |
| --------- | ------------------------ | ------------------------ | ------ |
| 2005      | Five Sketches about Love | Mulher Virgem            | [ 77 ] |
| 2005      | Nunsense                 | Irmã Robert Anne         |        |
| 2006–2007 | Five Sketches about Love | Mulher Virgem            |        |
| 2008      | Laundry                  | Dona da Lavanderia (avó) | [ 78 ] |
| 2008      | Romeo and Bernadette     | Viola Rose               | [ 79 ] |
| 2009      | Rock Sitter              | multi-girl               | [ 80 ] |
| 2009      | Rock Sitter              | multi-girl               |        |
| 2009–2010 | Laundry                  | Dona da Lavanderia (avó) |        |
| 2010      | Laundry                  | Dona da Lavanderia (avó) | [ 81 ] |
| 2010–2011 | Laundry                  | Dona da Lavanderia (avó) | [ 82 ] |
| 2011      | Rock Sitter              | multi-girl               | [ 83 ] |
| 2012      | Laundry                  | Dona da Lavanderia (avó) | [ 84 ] |
| 2012      | Find a Family Member     | Park Bok-nyeo            | [ 85 ] |
| 2014–2015 | Those Days               | bibliotecária            |        |
| 2015      | Misseri Cordia           |                          | [ 86 ] |
| 2015      | Heavy Metal Girls        | Eun-ju                   | [ 87 ] |
| 2016      | Board                    | Chun-seom                |        |
| 2016      | Secretly Greatly         | Ran/Jeong-seon           | [ 88 ] |
| 2016      | Those Days               | bibliotecária            | [ 89 ] |
| 2016      | Those Days               | bibliotecária            |        |
| 2016      | Those Days               | bibliotecária            |        |
| 2016      | Those Days               | bibliotecária            |        |
| 2016      | Those Days               | bibliotecária            |        |
| 2017      | Those Days               | bibliotecária            |        |
|           | Those Days               | bibliotecária            |        |
| 2022      | Four Minutes             | Comerciante Krueger      | [ 90 ] |

### Peças
| Ano       | Título                                                                      | Papel                                                | Ref.    |
| --------- | --------------------------------------------------------------------------- | ---------------------------------------------------- | ------- |
| 2007      | Bar                                                                         | Vários papéis (além do de Elizabeth)                 | [ 91 ]  |
| 2008      | When I was The Pretties                                                     | Hee-yoon                                             | [ 92 ]  |
| 2010–2011 | Almost Maine                                                                | Marvalyn, Gayle, Rhonda                              | [ 93 ]  |
| 2011      | Colleagues of the Hundred Years of Wind Doosan Art Center Gyeon-in Series 2 | Kyung Hee                                            | [ 94 ]  |
| 2011      | Beeul (Punishment)                                                          | Seo Mi-young                                         | [ 95 ]  |
| 2012      | Ode to Youth                                                                | Mulher                                               | [ 96 ]  |
| 2012      | Ode to Youth                                                                | Mulher                                               |         |
| 2012      | Jeon Myeong-chul's Biography                                                | Jong-ran                                             | [ 85 ]  |
| 2012      | Samguk Yusa Project— Dream                                                  | Anak, idosa, Seonmyo                                 | [ 97 ]  |
| 2012      | Red Bus                                                                     | Bong-ryeon                                           | [ 98 ]  |
| 2013      | Asian Onsen                                                                 | Lark                                                 | [ 99 ]  |
| 2013      | The Piped Man                                                               |                                                      | [ 100 ] |
| 2013      | Too Many Hearts Will Hurt You                                               | produtora                                            | [ 101 ] |
| 2014      | Come See Me                                                                 | Sra. Nam                                             | [ 102 ] |
| 2014      | Manchurian Front                                                            | Geiko                                                |         |
| 2014      | Romeu e Julieta                                                             | Babá                                                 | [ 103 ] |
| 2014      | Manchurian Front                                                            | Geiko                                                |         |
| 2014      | Factory                                                                     | Jeong-mi                                             |         |
| 2014      | In That House Villa We                                                      | Mitsuo                                               | [ 104 ] |
| 2015      | Manchurian Front                                                            | Geiko                                                |         |
| 2015      | Red Bus                                                                     | Bong-ryeon                                           |         |
| 2015      | A Casa de Bernarda Alba                                                     | Angustias                                            | [ 105 ] |
| 2015      | Manchurian Front - Ansan                                                    | Geiko                                                |         |
| 2015      | Manchurian Front - Ansan                                                    | Geiko                                                |         |
| 2015      | Manchurian Front - Ansan                                                    | Geiko                                                |         |
| 2016      | Come See Me                                                                 | Park Gi-ja                                           | [ 106 ] |
| 2016      | Press Guidelines                                                            | Mulher                                               | [ 107 ] |
| 2016      | Stealing Picasso                                                            | Cassie Smith                                         | [ 108 ] |
| 2016–2017 | Ode to Youth                                                                | Mulher                                               | [ 109 ] |
| 2017      | 1945                                                                        | Song Kik-soon                                        | [ 110 ] |
| 2017      | I'm a Murderer                                                              | Jovem, Vizinha, Celebridade, Convidado3, Supervisora | [ 111 ] |
| 2017–2018 | Valentine's Day                                                             | Qiam                                                 | [ 112 ] |
| 2018      | Every Briliant Things                                                       |                                                      | [ 113 ] |
| 2019      | I'm a Murderer                                                              | Jovem, Vizinha, Celebridade, Convidado3, Supervisora | [ 114 ] |
| 2019      | Botko Chan                                                                  | Botko-chan                                           | [ 115 ] |
| 2019      | Summer is hot and winter is long                                            |                                                      | [ 116 ] |
| 2019–2020 | Mary Jane                                                                   | Mary Jane                                            | [ 117 ] |
| 2020      | Doosan Humanities Theater 2020 Food - Ultimate Taste                        | Detenta                                              | [ 118 ] |
| 2021      | Hamlet                                                                      | Hamlet                                               | [ 119 ] |
| 2021      | Cosmos                                                                      | Mayumi                                               | [ 120 ] |

## Prêmios e indicações
| Cerimônia de premiação | Ano  | Categoria             | Trabalho | Resultado | Ref.   |
| ---------------------- | ---- | --------------------- | -------- | --------- | ------ |
| Baeksang Arts Awards   | 2021 | Melhor Atriz – Teatro | Hamlet   | Venceu    | [ 24 ] |